# La Vengeance du comte Skarbek
La Vengeance du comte Skarbek est un diptyque de bande dessinée, tournant autour de la peinture, de la vengeance, d'un procès... Dessiné par Grzegorz Rosiński sur un scénario d'Yves Sente, il est paru en 2004-2005 chez Dargaud.

## Synopsis
En 1843, un noble polonais, le comte Mieszko Skarbek, arrive à Paris après avoir débarqué à Saint-Malo. Quelques semaines plus tard, deux industriels amateurs de peinture, Édouard Courselle et Jean Maussard, attaquent en justice, à l'instigation de Skarbek, un célèbre marchand d'art, Daniel Northbrook. Ce dernier leur avait en effet garanti l'exclusivité des toiles de Louis Paulus, un jeune peintre de génie mort il y a 11 ans, dont les tableaux valent désormais une fortune. Or, Skarbek leur a fait découvrir l'existence de nombreuses toiles inconnues de Paulus.
Le jour du procès, Skarbek se présente comme témoin à charge contre Northbrook, et révèle devant la cour être Louis Paulus en personne, revenu pour réclamer justice. Il entreprend de raconter comment il a été spolié et laissé pour mort par Northbrook, et les aventures qui l'ont conduit à s'exiler, à vivre plusieurs années comme hôte d'un pirate, puis à revenir à Paris pour y préparer sa vengeance. D'autres surprises attendent cependant le public du procès...